# Mark McShane
Mark McShane (* 28. November 1929 in Sydney, Australien; † 28. August 2013 in Sa Cabaneta, Mallorca) war ein britischer Schriftsteller. Unter dem Pseudonym Marc Lovell schrieb er 30 Romane.

## Leben
Mark McShane Familie ist Roma. Er studierte von 1935 bis 1945 in Blackpool und Lancashire. Anschließend bereiste er bis 1960 alle fünf Kontinente, bevor er sich 1960 auf Mallorca niederließ. Noch im selben Jahr debütierte er mit The Straight and the Crooked als Schriftsteller. Bis 2002 veröffentlichte er schließlich über 50 Romane, wobei es sich hauptsächlich um Thriller und Kriminalromane handelte, die von ernst bis satirisch und realistisch bis paranormal nahezu jedes Genre abdeckten. Sein größter Erfolg wurde sein 1961 veröffentlichter dritter Roman Séance on a Wet Afternoon, welcher 1969 im Münchener Heyne Verlag unter dem deutschen Titel Spiele für einen heißen Nachmittag erschien. Das Buch wurde zweimal verfilmt, einmal 1964 mit Kim Stanley und Richard Attenborough als An einem trüben Nachmittag und 2001 als japanisches Remake unter dem Titel Seance – Das Grauen.
Am Mittwoch, dem 28. August 2013 verstarb McShane im Alter von 83 Jahren an den Folgen eines Schlaganfalls in seinem Haus in Sa Cabaneta auf Mallorca.

## Werke (Auswahl)
- The Straight and the Crooked (1960; Deutsch: Krumm und gerade, Signum Verlag, Gütersloh 1963)
- The Passing of Evil (1961)
- Untimely Ripped (1965)
- The Crimson Madness of Little Doom (1966; Deutsch: Stirb, weil du kein Mörder bist, Rowohlt Verlag, Hamburg 1969)
- Ill Met by a Fish Shop on George Street (1968; Deutsch: Alte Feindschaft rostet nicht, Rowohlt Verlag, Hamburg 1971, ISBN 3-499-42226-3)
- The Singular Case of Multiple Dead (1969)
- The Man Who Left Well Enough (1971; Deutsch: Der Killer von Schilda, König, München 1973, ISBN 3-8082-0043-X)
- The Othello Complex (1974; Deutsch Der Voyeur, Rowohlt Verlag, Hamburg 1978, ISBN 3-499-42439-8)
- The Headless Snowman (1974)
- Lashed but not Leashed (1976)
- Lifetime (1977)
- The Hostage Game (1979)
- The Halcyon Way (1979)
- Just a Face in the Dark (1987)
- Once Upon a Fairy Tale (1990)
- Mourning Becomes the Hangman (1991)
- The Fourth Nail: a Romany Odyssey (2002)

als Mark Lovell
- The Ghost of Megan (1968; Deutsch: Ein Sommer zum Sterben, Scherz Verlag, Bern 1982, ISBN 3-502-50865-8)
- The Imitations Thieves (1971; Deutsch: Die Sonntagsräuber, Rowohlt Verlag, Hamburg 1974, ISBN 3-499-42309-X)
- A Presence in the House (1972)
- An Enquiry into Existence of Vampires (1974)
- Dreamers in a Haunted House (1975; Deutsch: Träumen, träumen, vielleicht auch sterben, Rowohlt Verlag, Hamburg 1979, ISBN 3-499-42476-2)
- Vampirs in the Shadows (1976)
- The Blind Hypnotist (1976; Deutsch: Die magischen Augen, Scherz Verlag, Bern 1983, ISBN 3-502-50884-4)
- The Second Vanetti Affair (1977)
- The Guardian Spectre (1977)
- Fog Sinister (1977)
- A Voice from the Living (1978)
- And They Stay You Can't Buy Happiness (1979; Deutsch: Und da heisst es, Glück kann man nicht kaufen, Rowohlt Verlag, Hamburg 1982, ISBN 3-499-42595-5)
- Hand Over Mind (1979; Deutsch: Schuldig bin ich, geh zur Ruh, Scherz Verlag, Bern 1983, ISBN 3-502-50915-8)
- Shadows and Dark Places (1980)
- The Spy Game (1980)
- The Spy with His Head in the Clouds (1982; Deutsch: Killer in der Manege, Scherz Verlag, Bern 1984, ISBN 3-502-55953-8)
- Spy on the Run (1982; Deutsch: Agenten-Marathon, Scherz Verlag, Bern 1984, ISBN 3-502-50990-5)
- The Last Seance (1982)
- Apple Spy in the Sky (1982; Deutsch: Böse Spiele auf Ibiza, Scherz Verlag, Bern 1986, ISBN 3-502-51071-7)
- Apple to the Core (1982)
- Looking for Kingsford (1983; Deutsch: Findet Kingsford!, Rowohlt Verlag, Hamburg 1983, ISBN 3-499-42639-0)
- How Green was my Apply (1984)
- The Only Good Apple in a Barrel of Spies (1984)
- The Spy Qho Got His Feet Wet (1985)
- The Spy Who Barked in the Night (1986)
- Good Spies don't Grow on Trees (1986)
- That Great Big Trenchcoat in the Sky (1988)
- Spy Who Fell Of Bus (1988)
- Ethel & Naked Spy (1989)
- Comfort Me with Spies (1990)

Myra-Savage-Reihe
- Séance on a Wet Afternoon (1961; Deutsch: Spiele für einen heissen Nachmittag, Heyne Verlag, München 1969)
- Séance for Two (1972; Deutsch: Séance für zwei, Rowohlt Verlag, Hamburg 1976, ISBN 3-499-42377-4)

Norman-Pink-Reihe
- The Girl Nobody Knows (1965; Deutsch: Das Mädchen, das keiner kennt, Rowohlt Verlag, Hamburg 1967)
- Night's Evil (1966; Deutsch: Party zu fünft, Rowohlt Verlag, Hamburg 1968)
- The Way to Nowhere (1967; Deutsch: Handwerk hat doppelten Boden, Rowohlt Verlag, Hamburg 1970, ISBN 3-499-42180-1)

## Verfilmungen
- 1964: An einem trüben Nachmittag (Séance on a Wet Afternoon)
- 1970: Jung, hübsch und hemmungslos (The Grasshopper)
- 2001: Seance – Das Grauen (降霊, Kōrei)